# Örenäsgånggriften
Örenäsgånggriften (oder das Ganggrab von Örenäs auch Glumslöv 2 – mit der RAÄ-Nr. Glumslöv 4:1) liegt mit vier anderen Megalithanlagen in Glumslöv, in Landskrona im Westen von Schonen in Schweden. Es entstand zwischen 3500 und 2800 v. Chr. als Megalithanlage der Trichterbecherkultur (TBK). Das Ganggrab ist eine Bauform jungsteinzeitlicher Megalithanlagen, die aus einer Kammer und einem baulich abgesetzten, lateralen Gang besteht. Diese Form ist primär in Dänemark, Deutschland und Skandinavien, sowie vereinzelt in Frankreich und den Niederlanden zu finden.

## Beschreibung
Das gut erhaltene Ganggrab befindet sich etwa hundert Meter vom Öresund in einem zwei Meter hohen Erdhügel von etwa 17,0 m Durchmesser. Die nahezu rechteckige Kammer misst etwa 4,0 × 1,7 m und ist 1,6 m hoch. Die Kammer wird aus 11 Tragsteinen mit Zwischenlagen und drei Decksteinen gebildet. Sie hat eine Sektionseinteilung. Auf der östlichen Längsseite liegt ein sechs Meter langer Gang, der durch sechs Tragsteinpaare und drei Decksteine gebildet wird. Auf dem größten Deckstein befinden sich Schälchen. Die Frontseite hat eine leicht eingetiefte Exedra.
Örenäsgånggriften wurde 1843 entdeckt und von dem Naturforscher Sven Nilsson (1787–1883) untersucht. Er fand Äxte, Meißel und Pfeilspitzen aus Feuerstein, Bernsteinperlen und Scherben. C. Wibling grub 1907 den Gang aus. Er fand die Überreste von sieben Skeletten. Das Ganggrab und seine Umgebung wurden 1951–1953 erneut untersucht und man fand etwa 10.000 Scherben von Töpferware der TBK. Etwa zwei Meter östlich des Ganggrabes liegen vier Steinplatten, die die Reste einer Steinkiste bilden.
In der Nähe liegt der kleine Dolmen Fastmårupsdösen.